# 黒川金山
黒川金山（くろかわきんざん）は、現在の山梨県甲州市塩山上萩原に位置する鉱山。戦国時代から江戸時代前期まで鉱山として栄え、現在は遺跡が残る。
戦国期に甲斐国内統一を達成して領国拡大を行い、甲州金を流通させた武田氏の経営した金山と考えられてきたが、近年は直接経営は行われていなかったと推測されている。

## 黒川金山の立地と周辺鉱山
所在する甲州市塩山上萩原は山梨県東北部に位置する。一帯は鶏冠山（黒川山）を迂回して武蔵国へと至る青梅街道に面する。多摩川上流の黒川渓谷沿い、大菩薩嶺の北に所在する標高1,350 - 1,400mの鶏冠山（黒川山）山腹に立地する。
鉱物資源の豊富であった甲斐国（山梨県）や武田領国となった信濃・駿河においては、戦国時代に開発された金山が数多く分布する。甲斐国内では黒川金山のほか、武田一族の穴山氏が領した甲斐南部の河内地方では富士川流域の湯之奥金山（山梨県南巨摩郡身延町）や早川流域の黒桂金山・保金などが分布している。黒川金山の所在する鶏冠山一帯は郡内地方へも近く、周辺には竜喰金山（りゅうばみきんざん）、牛王院平金山（ごおういんだいらいきんざん）、丹波山舟越金山、金山金山（かなやまきんざん）などが分布する。
黒川金山は湯之奥金山とともに特に戦国期に開発された甲州金山の代表格として知られ、現在でも寺屋敷や女郎ゴーなど金山の存在を示す地名が残る。

## 沿革

### 黒川金山の起源

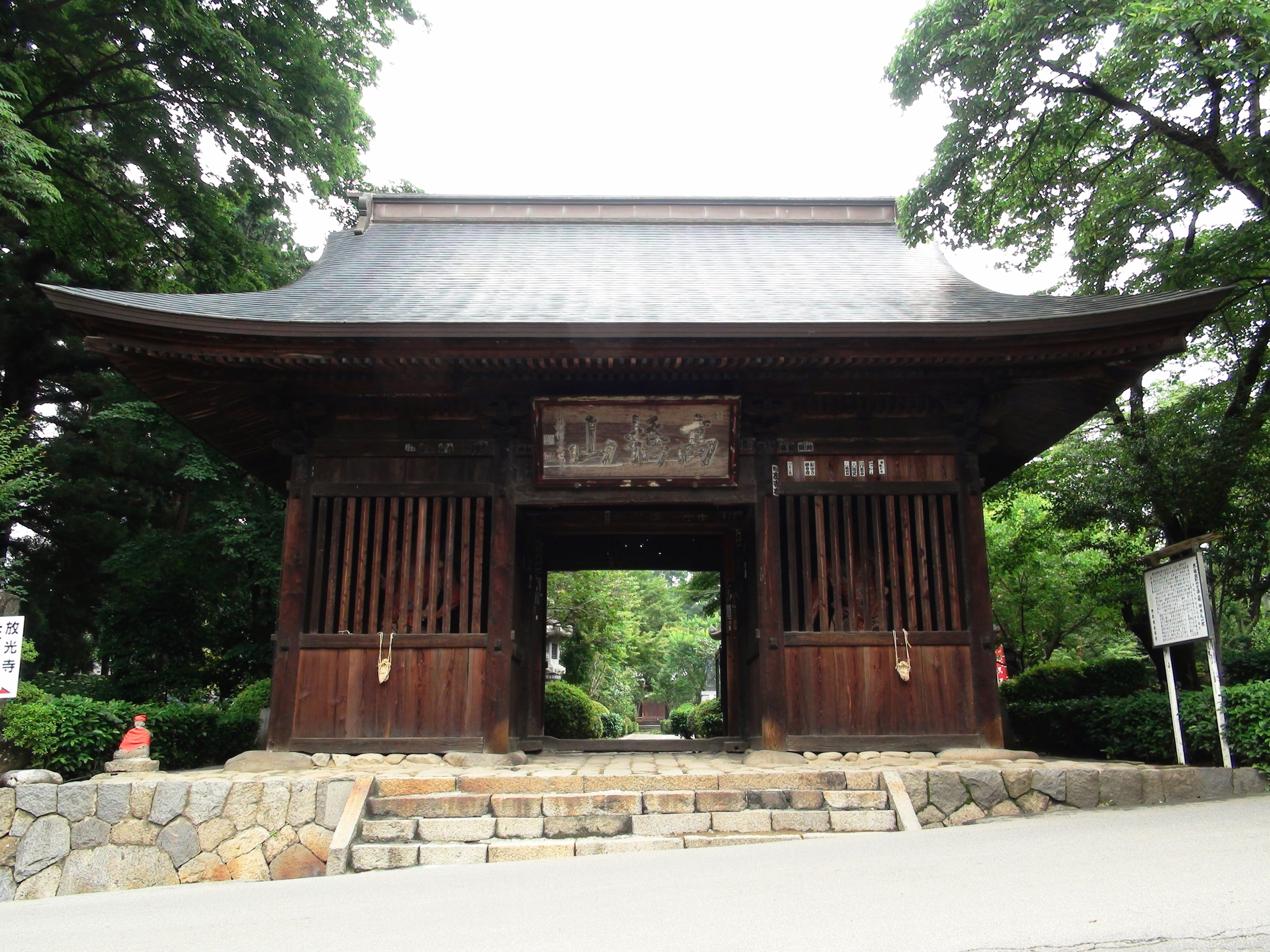
放光寺

黒川金山の金鉱脈は中生代・新生代において、堆積岩層に花崗閃緑岩が貫入して生成された。風化・河川の侵食などにより金鉱石が母岩から遊離し、砂金として川底に沈殿し、やがて黒川金山が発見されたと考えられている。現在は甲州市塩山藤木に所在する高橋山放光寺（旧法光寺）は12世紀に甲斐源氏の一族である安田義定により創建され、『甲斐国志』では山号が「高橋山」であることから旧寺が高橋地区に所在したとする説を載せている。清雲俊元は高橋地区に小堂が残る法光寺高橋寺を放光寺の前身と推定し、さらに義定の祖先である源頼義は鎮守府将軍として前九年の役・後三年の役で活躍しており、義定も奥州合戦に従軍していることから、義定が甲州市塩山に進出した背景に黒川金山の砂金があったと推測している。また、考古資料では黒川千軒C地点から出土した渥美焼の甕（かめ）は12世紀のもので、G地点から出土した常滑焼の甕破片は13世紀から14世紀の資料であるが、これらは16世紀になって古物が持ち込まれた可能性も考えられている。

### 中世後期の黒川金山
確実な文献史料では山梨県山梨市の窪八幡神社別当寺である普賢寺住職の記した『王代記』の明応7年（1498年）条が初出とされている。『王代記』明応7年条では同年8月23日に発生した明応の大地震による甲斐国内の被害が記されており、「天地振動シテ国所損、金山クツレ」と記されている。『王代記』の記す「金山」は不詳であるが、地理的関係から黒川金山を指していると考えられている。15世紀までは、黒川は霊場として山伏や修験者などが滞在し、小規模な砂金採掘が行なわれていた。
1959年（昭和34年）には奥野高廣『武田信玄』において、甲斐金山は武田信玄（1521年 - 1573年）の時代に最盛期を迎え、武田勝頼（1546年 - 1582年）の時代には衰退したとされ、これが定説となっていた。遅くとも16世紀前半には本格的な金の採掘が始まっており、専門の職人集団としての金山衆を記した文書も多く存在する。1987年には黒川金山の、1992年には湯之奥金山の発掘調査が実施され、また両金山から出土した中世陶磁の年代観からこれを遡る武田信昌・信縄期にあたる1500年前後の戦国時代初期の開始が指摘される。

黒川金山衆に関わる最古の文書として、永禄3年（1560年）卯月18日の「武田家朱印状」（「田辺家資料」）がある。同文書によれば、同年に黒川金山衆の田辺家当主である田辺清衛門尉が青梅街道沿いの小田原（甲州市塩山下小田原・塩山上小田原）において問屋業を営むことを安堵されており、田辺氏が流通にも携わっていたことが確認される。
武田氏は永禄11年（1568年）末に今川領国への侵攻を行い（駿河侵攻）、これにより相模国後北条氏との甲相同盟が瓦解し、北条との抗争も発生していた。武田氏は元亀2年1571年）正月16日に北条方の北条綱成の守る駿河国深沢城（静岡県御殿場市）攻めを行っていたが、同年2月13日付武田家印判状（「田辺家資料」）によれば、この時に田辺四郎左衛門尉ら黒川金山衆が深沢城攻めに動員されている。黒川金山衆はこの時の功績により人足普請や棟別役など諸役免除の特権を得ているなお、元亀2年の深沢城攻めでは湯之奥金山のひとつ・中山金山の金山衆も動員されている。
黒川金山のある鶏冠山山頂に奥宮が存在する鶏冠神社には随身半跏像（阿行・吽形）が伝来している。阿行像の背面に銘があり、永禄2年（1559年）9月に薩摩国の僧・林賀が造営したと記されており、これは黒川金山の最盛期と重なることが指摘されている。一方、同じく鶏冠神社に伝わる数点の御正体は天正5年（1577年）の銘がある。こちらは黒川金山の金産出量が減少していた時期の奉納であると指摘される。なお、『甲斐国志』では鶏冠神社の御正体を「神鏡」としている。
天正5年（1577年）2月11日付武田家朱印状（「風間家文書」）によれば、黒川金山衆は同年1月にも諸役免除の特権を得ている。この頃は、金の採掘量が減少していたためと考えられている。また、同年8月にも武田勝頼から黒川金山衆に、金山から金が出ない間は毎月馬一疋の往還の諸役を免除するという朱印状が交付されている。なお、同年1月22日に武田勝頼は北条氏政の妹（北条夫人）を継室に迎え甲相同盟を強化している。
天正9年（1581年）2月吉日付武田家朱印状によれば、田辺家当主と子息に対して「新兵衛尉」の官途名が与えられた。
天正10年（1582年）3月の武田氏の滅亡後は天正壬午の乱を経て徳川家康が甲斐を確保する。天正11年（1583年）4月21日付徳川家印判状写（「田辺家資料」）によれば、黒川金山衆は武田氏時代の特権が認められている。

### 近世の黒川金山
17世紀初頭には黒川金山は再び人口が増加する。慶長・元和年間には黒川金山を含め甲斐内で幕府が直営する鉱山の金産出量は100貫前後に上り、佐渡金山の金産出量と匹敵する。寛文頃にかけて、金山衆は信濃国川上村の梓山・川端下金山、武蔵国秩父の股野沢金山、出羽国延沢銀山など他国鉱山の採掘許可を願い出て鉱業を続けていくものもり、甲斐国内において村落に屋敷地を確保して土着し、土豪として生業や士分を得るものもいた。
中でも田辺佐左衛門は天正17年（1589年）に行われた甲州の検地役人を務め、子孫は田辺庄右衛門が大久保長安の用人を務め、田辺市郎左衛門は佐渡金山奉行の伊丹康勝の知行地代官を務めた。元禄年間には黒川金山は閉山したと推測されている。
黒川金山の金山衆の出自と伝わる永田茂衛門は寛永17年（1640年）に子の勘衛門とともに常陸国の水戸藩に仕えた。正保4年（1647年）から明暦2年（1656年）まで常陸の久慈川・那珂川から取水した辰ノ口堰・岩崎堰・小場堰の開削に携わった。永田家の子孫は富岡（茨城県常陸大宮市）と薬谷（同市）において水積役を務めている。

### 近代の黒川金山
明治維新期には上黒駒村（笛吹市御坂町）の博徒・黒駒勝蔵が黒川金山の採掘計画を企図している。勝蔵は甲州博徒の一人で、竹居村の竹居安五郎と同盟し、国分三蔵や祐天仙之助ら甲斐国内の博徒や駿河国の清水次郎長と抗争を繰り広げた。
勝蔵は役人に追撃され慶応元年（1865年）に甲斐を逃れ、相楽総三の赤報隊に加わり、のち京都で四条隆謌（しじょうたかうた）の徴兵七番隊（第一遊軍隊）に入隊して明治維新に参加する。明治維新後、1870年（明治3年）に徴兵七番隊は解散されるが、勝蔵はそれ以前に隊を離れ、甲斐へ戻り黒川金山の採掘計画を新政府に出願している。ところが勝蔵は徴兵七番隊の脱退嫌疑により捕縛され、博徒時代の殺人罪なども含めて1871年（明治4年）2月2日に刑死している。
1871年（明治3年）には甲府柳町の松木源十郎が黒川金山の採掘を試みているが、このときは砂金が取れたのみで採掘を断念している。1906年（明治39年）には黒川金山株式会社が設立され翌年に操業を開始するが、2年後には廃業となっている。1912年（明治45年）には黒川金山の所在する萩原山一帯が水道水の水源林として東京市に買収される。
戦後は黒川金山は学術的見地から注目され、1986年（昭和61年）には黒川金山の総合調査が実施された。さらに1997年（平成9年）には黒川金山遺跡・中山金山遺跡が「甲斐金山遺跡」として国史跡に指定される。

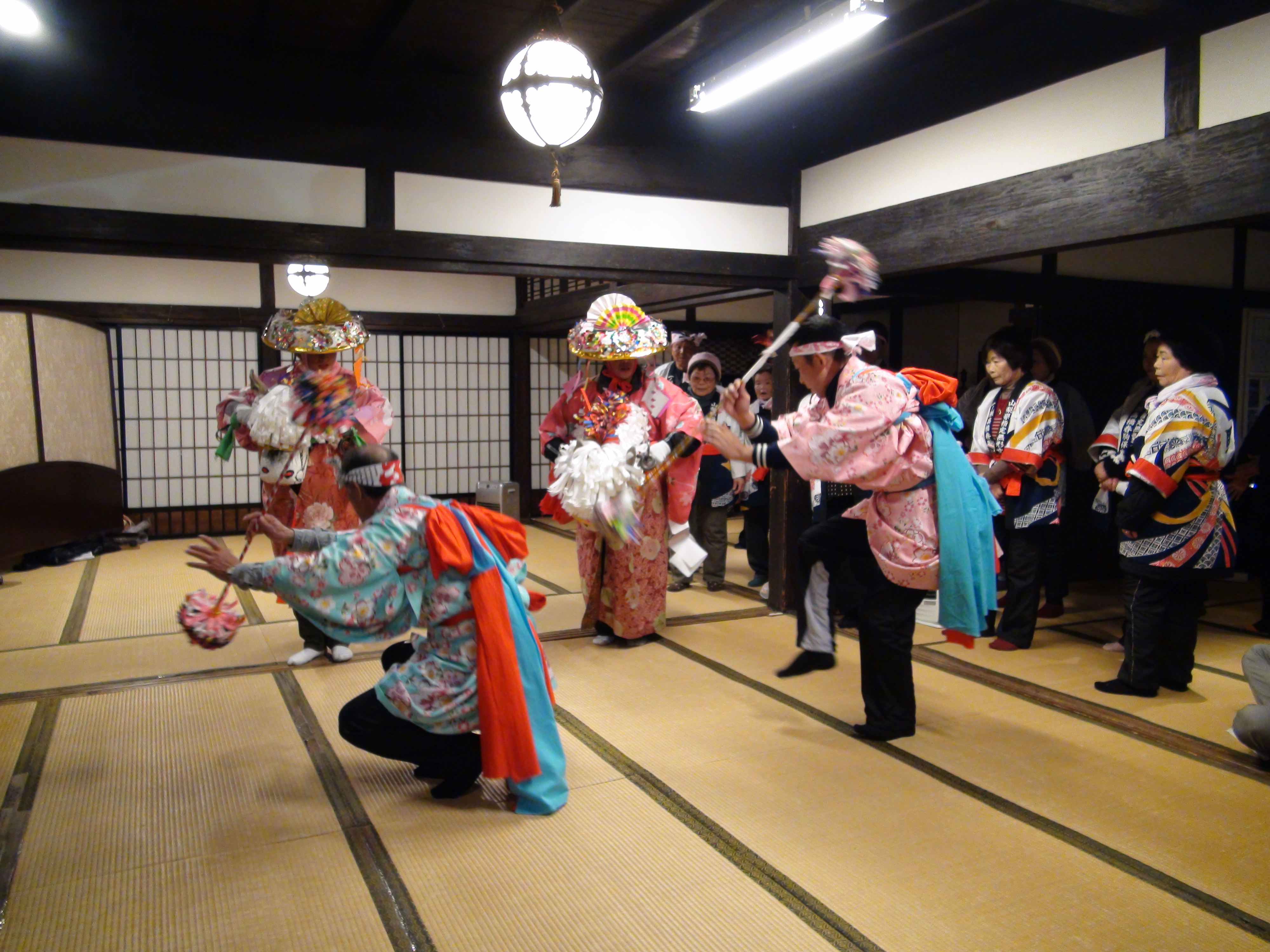
一之瀬高橋の春駒

黒川金山に近い甲州市一之瀬高橋地区は黒川金山の金山衆子孫によって拓かれた村であるとする伝承が伝わり、鶏冠神社の里宮や黒川金山から移転されたと伝わる黒川山金鶏寺がある。一之瀬高橋には道祖神信仰と関係する小正月の民俗芸能として一之瀬高橋の春駒が伝わっている。

## 発掘調査と検出遺構・出土遺物
1986年（昭和61年）から4年にわたって湯の奥金山遺跡と同時に金山遺跡研究会による発掘調査が行われ、考古学、民俗学、文献史学など総合的な研究報告が作成された。遺跡は鶏冠山山腹の大小300箇所余の平地に分布し、規模は上下600m、幅300mにわたり、採掘の行われていた坑口は30箇所余。平地には採鉱された鉱石の精錬場があり、沢を中心にひな壇状のテラス群が造成されていた。
遺構としては掘立柱建物跡や採掘坑、金掘衆の生活遺構や墓所跡、用途不明の竪穴や石組も検出されている。坑道は数が少なく縦穴があることから、露天掘りが主に用いられたと考えられる。
出土遺物では、主に精錬に際して分離されたスラグのほか、金粉が付着し砂金（川金）採集や灰吹法が行われていた可能性を示すかわらけ、鉱石の破砕に用いる鉱山臼が出土している。
鉱山臼は「粉成（こなし）」の工程において用いられ、鉱石を粉砕することで金などの有用な鉱物を取り出す。黒川金山の鉱山臼は供給孔の内側に上臼と下臼を結合させる軸を有する特異な挽き臼で、「黒川型」と呼ばれ同形態のものが日本列島各地に分布している。正確な導入時期は不明であるが、近世初期の慶長・寛永期には黒川型が改良され、中央の供給口内側に「リンズ」と呼ばれる固定装置をはめて軸を固定した「定形型」も出現する。甲斐国では湯之奥金山の鉱山臼も特徴的であり「湯之奥型」と呼称される。なお、黒川金山の鉱石の組成は金が85％以上で残りもほとんどが銀であり、粉成するだけで金粒が得られるため臼の出土が多く、複雑な灰吹法は積極的に採用されなかった。
ほか、土器・陶磁器類、刀子、鉄鍋、古銭、キセル、簪、鋏、茶臼、石鉢、硯、五輪塔、鉄砲玉などの日用品も出土している。
墓所跡からは人骨や六道銭が検出されて経石も出土し、死者を追善する経塚も造営されていた。伝承によれば金山には遊廓が存在していたといわれるが、そのことを示す考古遺物は発見されていない。

### 金熔融物付着土器の出土

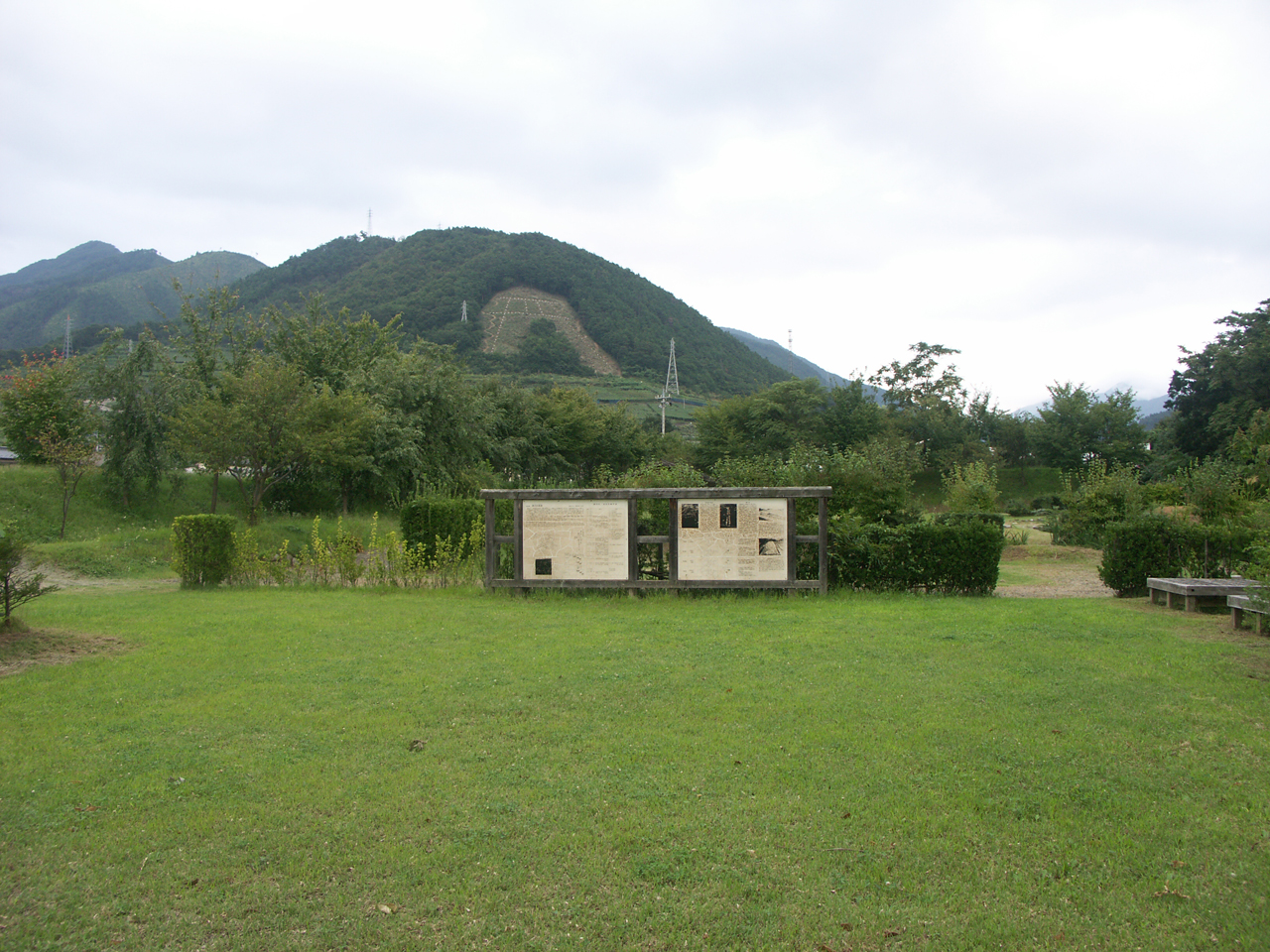
勝沼氏館跡

黒川千軒の中心地域である「代官屋敷」に近接するD地点と呼ばれるテラス遺構からは、金粒子が付着した金熔融物付着土器（きんようゆうぶつふちゃくどき）が出土しており、2012年時点で12点が確認されている。金熔融物付着土器の土器としての形態的特徴は器壁が厚く、玉縁状の口縁で、D地点出土のかわらけと同様の特徴をもつことが指摘される。
黒川金山をはじめとする山梨県内外から発見された金熔融物付着土器は、X線透過装置や蛍光X線分析装置（XRF）など微量元素の解析装置を持つ山梨県立博物館で分析が実施され、付着した金粒子の周囲に、金鉱石の不純物に由来すると考えられているビスマスやテルル、タングステンなどの元素が存在し、特にビスマスが多いことが指摘される。
戦国時代の金熔融物付着土器は近年、甲府城下町遺跡や中山金山など甲斐国内外の遺跡から出土事例が相次いでおり、黒川金山にも近い甲州市勝沼の勝沼氏館跡の金加工場跡からも出土している。勝沼氏館跡からは金熔融物付着土器が2012年時点で49点確認され、うち15点にビスマス、亜鉛、テルルなどの元素が確認され、黒川金山の付着不純物と共通点が見られることから、黒川金山から勝沼氏館に輸送されていた可能性も考えられている。
また、これにより、採掘された金鉱石の精錬が行われていたと考えられている。長野県川上村の梓久保金山遺跡でも金熔融物付着土器が出土しており、出土した鉱山臼は黒川型であることも指摘されている。

## 史跡指定
1997年（平成9年）9月2日、中山金山とともに「甲斐金山遺跡」として国の史跡に指定された。